# حديقة أبروتسو الوطنية

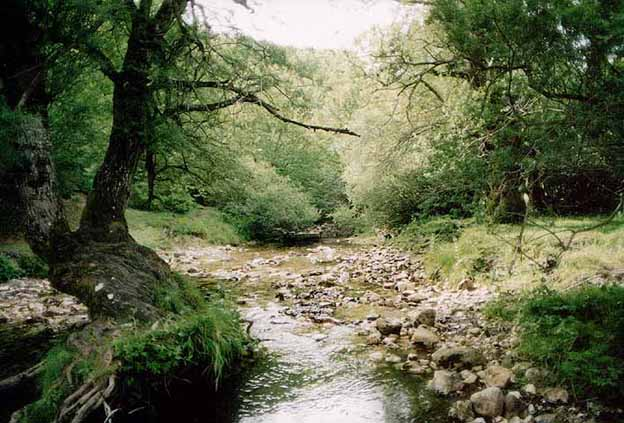
حديقة أبروتسو الوطنية

حديقة أبروتسو الوطنية (بالإيطالية: Parco Nazionale d'Abruzzo)‏ هي حديقة وطنية إيطالية تأسست في عام 1922. تقع الغالبية العظمى من الحديقة في منطقة أبروتسو على الرغم من عدم تقيدها بحدود الإقليم، حيث تشمل أيضًا أراض في لاتسيو وموليزي. مقر الحديقة في بسكارسيرولي في مقاطعة لاكويلا. مساحة الحديقة حاليًا 506.82 كم2.